# راسيل فريمان (لاعب كرة قدم أمريكية)
راسيل فريمان (بالإنجليزية: Russell Freeman)‏ هو لاعب كرة قدم أمريكية أمريكي، ولد في 2 سبتمبر 1969 في هومستد ‏ في الولايات المتحدة.